# 内宴
内宴（ないえん）とは、平安時代に1月下旬に内裏にて行われた宮中の私宴。
中国（唐）の風習に基づいて嵯峨天皇の時代に始められたとされているが、具体的な成立年については大同4年（809年:『類聚国史』）、弘仁3年（812年:『年中行事秘抄』）、同4年（813年:『河海抄』）と諸説に分かれている。当初は特定の期日は無かったが、仁明天皇の時代以降に原則は1月21日、ただし1月22日もしくは23日が“子の日”であれば、その日に開催されることとなった。なお、この日程に開催されることになった背景には一連の新年の儀式が一段落し、天皇がそれらに参加した貴族らを慰労する意味があったと言われている。
当日は天皇が仁寿殿の南面東廂に出御して三献を行った後、文人の詩や内教坊の舞姫の女楽奏舞の披露、後宴と采女や更衣による陪膳を伴う後宴などが実施された。
後一条天皇の長元7年（1034年）を最後に中絶し、その後保元3年（1158年）に信西によって再興されるが、翌年発生した平治の乱で信西政権が崩壊すると、再度中絶して再興されることは無かった。